# Кантский район (1936—1998)
Кантский район — единица административного деления Киргизской ССР и Кыргызстана, существовавшая в 1936—1998 годах.

## История
Образован 16 сентября 1936 года как Ворошиловский район. 3 января 1944 года часть территории Ворошиловского района была передана в новый Кызыл-Аскерский район. В 1958 году Ворошиловский район был переименован в Аламединский район. В декабре 1962 года частично поглотил территорию расформированного Кантского района (1927—1962). В 1965 году был переименован в Кантский. В 1974 году из Кантского района был выделен Аламединский район. В 1990 году Кантский район вошёл в состав Чуйской области. В 1998 году присоединён к Ысык-Атинскому району. При этом центр Ысык-Атинского района был перенесён в город Кант.